# 77e Meijin (shogi) 2018-2019
«Édition précédente (76)
77e Meijin
Édition suivante (78)»
Le 77e Meijin de shōgi (第77期名人戦) est une compétition qui est organisée au Japon de juin 2018 à avril 2019 comptant pour la saison 2018-2019.

## Meijinsen Nana-ban Shobu
Le championnat Meijin a opposé dans un match en sept parties le tenant du titre Amahiko Sato au challenger Masayuki Toyoshima vainqueur de la classe A de la ligue Junnisen.  
Masayuki Toyoshima remporte une victoire éclair. il détient après cette victoire trois des huit titres majeur du shogi professionnel japonais.  
| Partie                                    | Date          | Sente                                                        | Sente                                                        | Né en                                                        | Gote                                                         | Gote                                                         | Né en                                                        | A.Sato                                                       | Toyoshima                                                    | Lieu                 |
| ----------------------------------------- | ------------- | ------------------------------------------------------------ | ------------------------------------------------------------ | ------------------------------------------------------------ | ------------------------------------------------------------ | ------------------------------------------------------------ | ------------------------------------------------------------ | ------------------------------------------------------------ | ------------------------------------------------------------ | -------------------- |
| 1                                         | 10-11/04/2019 | Masayuki Toyoshima                                           | 豊島将之                                                     | 1990                                                         | Amahiko Sato                                                 | 佐藤 天彦                                                    | 1988                                                         | 0                                                            | 1                                                            | Tokyo Bunkyo         |
| 2                                         | 22-23/04/2019 | Masayuki Toyoshima                                           | 豊島将之                                                     | 1990                                                         | Amahiko Sato                                                 | 佐藤 天彦                                                    | 1988                                                         | 0                                                            | 2                                                            | Kashiwa              |
| 3                                         | 07-08/05/2019 | Amahiko Sato                                                 | 佐藤 天彦                                                    | 1988                                                         | Masayuki Toyoshima                                           | 豊島将之                                                     | 1990                                                         | 0                                                            | 3                                                            | Kurashiki            |
| 4                                         | 16-17/05/2019 | Masayuki Toyoshima                                           | 豊島将之                                                     | 1990                                                         | Amahiko Sato                                                 | 佐藤 天彦                                                    | 1988                                                         | 0                                                            | 4                                                            | Iizuka               |
| 5                                         | 29-30/05/2019 | Non disputés Masayuki Toyoshima s'étant déjà emparé du titre | Non disputés Masayuki Toyoshima s'étant déjà emparé du titre | Non disputés Masayuki Toyoshima s'étant déjà emparé du titre | Non disputés Masayuki Toyoshima s'étant déjà emparé du titre | Non disputés Masayuki Toyoshima s'étant déjà emparé du titre | Non disputés Masayuki Toyoshima s'étant déjà emparé du titre | Non disputés Masayuki Toyoshima s'étant déjà emparé du titre | Non disputés Masayuki Toyoshima s'étant déjà emparé du titre | Tokyo Temple Zōjō-ji |
| 6                                         | 10-11/06/2019 | Non disputés Masayuki Toyoshima s'étant déjà emparé du titre | Non disputés Masayuki Toyoshima s'étant déjà emparé du titre | Non disputés Masayuki Toyoshima s'étant déjà emparé du titre | Non disputés Masayuki Toyoshima s'étant déjà emparé du titre | Non disputés Masayuki Toyoshima s'étant déjà emparé du titre | Non disputés Masayuki Toyoshima s'étant déjà emparé du titre | Non disputés Masayuki Toyoshima s'étant déjà emparé du titre | Non disputés Masayuki Toyoshima s'étant déjà emparé du titre | Kofu                 |
| 7                                         | 25-26/06/2019 | Non disputés Masayuki Toyoshima s'étant déjà emparé du titre | Non disputés Masayuki Toyoshima s'étant déjà emparé du titre | Non disputés Masayuki Toyoshima s'étant déjà emparé du titre | Non disputés Masayuki Toyoshima s'étant déjà emparé du titre | Non disputés Masayuki Toyoshima s'étant déjà emparé du titre | Non disputés Masayuki Toyoshima s'étant déjà emparé du titre | Non disputés Masayuki Toyoshima s'étant déjà emparé du titre | Non disputés Masayuki Toyoshima s'étant déjà emparé du titre | Tendo                |
| Masayuki Toyoshima bat Amahiko Sato 4 - 0 |               |                                                              |                                                              |                                                              |                                                              |                                                              |                                                              |                                                              |                                                              |                      |

### Parties
1. ↑  (ja) « ▲Masayuki Toyoshima – △ Amahiko Sato "Yokofudori style Aono" 77°Meijin, Nanabanshobu, 1°partie », sur ロックショウギ (consulté le 16 avril 2019)
2. ↑  (ja) « ▲Masayuki Toyoshima – △ Amahiko Sato "Kakugawari"   77e Meijinsen, nanaban shobu, partie 2 », sur ロックショウギ,‎ 21 avril 2019 (consulté le 26 juin 2019)
3. ↑  (ja) « ▲Amahiko Sato – △Masayuki Toyoshima "kakugawari" 77e Mejinsen, Nanaban shobu, partie 3 », sur ロックショウギ,‎ 7 mai 2019 (consulté le 26 juin 2019)
4. ↑  (ja) « ▲Masayuki Toyoshima– △ Amahiko Sato "Kakugawari" 77e Mejinsen, nanaban shobu, partie 4 », sur ロックショウギ,‎ 16 mai 2019 (consulté le 26 juin 2019)

## A-kyū jun'i-sen
À l'issue des neuf rondes de la saison régulière, Masayuki Toyoshima (deux couronnes) remporte la ligue A avec 8 victoires et 1 défaite et devient ainsi le challenger officiel d'Amahiko Sato Meijin.
Yoshiharu Habu sept couronnes éternelles prend la seconde place (7 victoires 2 défaites). 
Akihito Hirose Roi dragon est troisième (6 victoires 3 défaites).
Koichi Fukaura (2 victoires 7 défaites) et Chikara Akutsu (1 victoire 8 défaites) sont relégués en classe B1.
| Kishi | Kishi              | Kishi      | Né en |  | 1   | 2   | 3   | 4   | 5 | 6 | 7 | 8 | 9 | 10 | vic | def |  |  |
| ----- | ------------------ | ---------- | ----- |  | --- | --- | --- | --- | - | - | - | - | - | -- | --- | --- |  |  |
| 1     | Masayuki Toyoshima | 豊島 将之  | 1990  |  | +8  | +10 | +5  | +4  |   |   |   |   |   |    | 8   | 1   |  |  |
| 2     | Yoshiharu Habu     | 羽生善治   | 1970  |  | -4  | +9  | +6  | +8  |   |   |   |   |   |    | 7   | 2   |  |  |
| 3     | Akihito Hirose     | 広瀬章人   | 1987  |  | -6  | +5  | +10 | +7  |   |   |   |   |   |    | 6   | 3   |  |  |
| 4     | Tetsuro Itodani    | 糸谷哲郎   | 1988  |  | +2  | -7  | +8  | -1  |   |   |   |   |   |    | 6   | 3   |  |  |
| 5     | Yasumitsu Sato     | 佐藤 康光  | 1969  |  | +9  | -3  | -1  | +6  |   |   |   |   |   |    | 4   | 5   |  |  |
| 6     | Toshiaki Kubo      | 久保 利明  | 1975  |  | +3  | -8  | -2  | -5  |   |   |   |   |   |    | 4   | 5   |  |  |
| 7     | Hiroyuki Miura     | 深浦 康市  | 1974  |  | +10 | +4  | +9  | -3  |   |   |   |   |   |    | 4   | 5   |  |  |
| 8     | Akira Inaba        | 稲葉 陽    | 1988  |  | -1  | +6  | -4  | -2  |   |   |   |   |   |    | 3   | 6   |  |  |
| 9     | Koichi Fukaura     | 深浦 康市  | 1972  |  | -5  | -2  | -7  | +10 |   |   |   |   |   |    | 2   | 7   |  |  |
| 10    | Chikara Akutsu     | 阿久津主税 | 1982  |  | -7  | -1  | -3  | -9  |   |   |   |   |   |    | 1   | 8   |  |  |

### Ronde 1
1. ↑  (ja) « 第77期A級順位戦 1回戦 ▲Masayuki Toyoshima – △Akira Inaba 1-0 "yokofudori" », sur ロックショウギ,‎ 11 juin 2018 (consulté le 10 avril 2020)
2. ↑  (ja) « 第77期A級順位戦 1回戦 ▲Yoshiharu Habu – △Tetsuro Itodani 0-1 "kakugawari" », sur ロックショウギ,‎ 25 juillet 2018 (consulté le 10 avril 2020)
3. ↑  (ja) « 第77期A級順位戦 1回戦 ▲Yasumitsu Sato – △Koichi Fukaura 1-0 "kyusen yagura" », sur ロックショウギ,‎ 27 juin 2018 (consulté le 10 avril 2020)
4. ↑  (ja) « 第77期A級順位戦 1回戦 ▲Toshiaki Kubo – △Akihito Hirose 1-0 "sente nakabisha" », sur ロックショウギ,‎ 27 juin 2018 (consulté le 10 avril 2020)
5. ↑  (ja) « 第77期A級順位戦 1回戦 ▲Hiroyuki Miura– △Chikara Akutsu 1-0 "kakugawari" », sur ロックショウギ,‎ 13 juin 2018 (consulté le 10 avril 2020)

### Ronde 2
1. ↑  (ja) « 第77期A級順位戦 2回戦 ▲Chikara Akutsu – △Masayaki Toyoshma 0-1 "kyusen yagura" », sur ロックショウギ,‎ 9 août 2018 (consulté le 11 avril 2020)
2. ↑  (ja) « 第77期A級順位戦 2回戦 ▲Koichi Fukaura– △Yoshiharu Habu 0-1 "aigakari" », sur ロックショウギ,‎ 7 août 2018 (consulté le 11 avril 2020)
3. ↑  (ja) « 第77期A級順位戦 2回戦 ▲Akihito  Hirose – △Yasumitsu Sato 1-0 "dairekuto mukaibisha" », sur ロックショウギ,‎ 24 juillet 2018 (consulté le 11 avril 2020)
4. ↑  (ja) « 第77期A級順位戦 2回戦 ▲Tetsuro Itodani – △Hiroyuki Miura 0-1 "rikisen ibisha" », sur ロックショウギ,‎ 8 août 2018 (consulté le 11 avril 2020)
5. ↑  (ja) « 第77期A級順位戦 2回戦 ▲Akira Inaba – △Chikara Akutsu 1-0 "kakugawari vs gote shikenbisha" », sur ロックショウギ,‎ 12 juillet 2018 (consulté le 11 avril 2020)

### Ronde 3
1. ↑  (ja) « 第77期A級順位戦 3回戦 ▲Masayuki Toyoshima – △Yasumitsu Sato 1-0 "kakugawari" », sur ロックショウギ,‎ 20 septembre 2018 (consulté le 15 avril 2020)
2. ↑  (ja) « 第77期A級順位戦 3回戦 ▲Toshiaki Kubo– △Yoshiharu Habu 0-1 "sankenbisha" », sur ロックショウギ,‎ 20 septembre 2018 (consulté le 14 avril 2020)
3. ↑  (ja) « 第77期A級順位戦 3回戦 ▲Akihito Hirose – △Chikara Akutsu "Yokofutori Aono ryu" », sur ロックショウギ,‎ 18 septembre 2018 (consulté le 15 avril 2020)
4. ↑  (ja) « 第77期A級順位戦 3回戦 ▲Akira Inaba – △Tetsuro Itodani 0-1 "mukaibisha sakata ryu" », sur ロックショウギ,‎ 30 août 2018 (consulté le 15 avril 2020)
5. ↑  (ja) « 第77期A級順位戦 3回戦 ▲Koichi Fukaura – △Hiroyuki Miura 0-1 "Aigakari" », sur ロックショウギ,‎ 11 septembre 2018 (consulté le 15 avril 2020)

### Ronde 4
1. ↑  (ja) « 第77期A級順位戦 4回戦 ▲Tetsuro Itodani – △Masayuki Toyoshima 0-1 "kakugawari" », sur ロックショウギ,‎ 11 octobre 2018 (consulté le 16 avril 2020)
2. ↑  (ja) « 第77期A級順位戦 4回戦 ▲Yoshiharu Habu – △Akira Inaba 1-0 "kakugawari" », sur ロックショウギ,‎ 16 octobre 2018 (consulté le 16 avril 2020)
3. ↑  (ja) « 第77期A級順位戦 4回戦 ▲Hiroyuki Miura – △Akihito Hirose 0-1 "kakugawari" », sur ロックショウギ,‎ 4 octobre 2018 (consulté le 16 avril 2020)
4. ↑  (ja) « 第77期A級順位戦 4回戦 ▲Yasumitsu Sato – △Toshiaki Kubo 1-0 "Gokigen Nakabisha" », sur ロックショウギ,‎ 17 octobre 2018 (consulté le 16 avril 2020)
5. ↑  (ja) « 第77期A級順位戦 4回戦 ▲Chikara Akutsu – △Koichi Fukaura 0-1 "kakugawari" », sur ロックショウギ,‎ 23 octobre 2018 (consulté le 16 avril 2020)

## B-Kyu 1-Kumi Jun'i-sen
| Kishi | Kishi              | Kishi      | Kishi |    |   |  |  |  |  |  |  |  |  |
| ----- | ------------------ | ---------- | ----- | -- | - |  |  |  |  |  |  |  |  |
| 1     | Akira Watanabe     | 渡辺明     | 1983  | 12 | 0 |  |  |  |  |  |  |  |  |
| 2     | Kazuki Kimura      | 木村一基   | 1973  | 8  | 4 |  |  |  |  |  |  |  |  |
| 3     | Shintaro Saito     | 斎藤慎太郎 | 1988  | 7  | 5 |  |  |  |  |  |  |  |  |
| 4     | Hisachi Namekata   | 行方尚史   | 1973  | 6  | 6 |  |  |  |  |  |  |  |  |
| 5     | Nobuyuki Yashiki   | 屋敷伸之   | 1972  | 6  | 6 |  |  |  |  |  |  |  |  |
| 6     | Takayuki Yamasaki  | 山崎隆之   | 1981  | 6  | 6 |  |  |  |  |  |  |  |  |
| 7     | Koji Tanigawa      | 谷川浩司   | 1962  | 6  | 6 |  |  |  |  |  |  |  |  |
| 8     | Masataka Goda      | 郷田真隆   | 1971  | 6  | 6 |  |  |  |  |  |  |  |  |
| 9     | Tatsuya Sugai      | 菅井竜也   | 1992  | 5  | 7 |  |  |  |  |  |  |  |  |
| 10    | Ayumu Matsuo       | 松尾歩     | 1980  | 5  | 7 |  |  |  |  |  |  |  |  |
| 11    | Mamoru Hatakeyama  | 畠山鎮     | 1969  | 5  | 7 |  |  |  |  |  |  |  |  |
| 12    | Takanori Hashimoto | 橋本崇載   | 1983  | 3  | 9 |  |  |  |  |  |  |  |  |
| 13    | Hirotaka Nozuki    | 野月浩貴   | 1973  | 3  | 9 |  |  |  |  |  |  |  |  |

## B2 kyū jun'i-sen
Takuya Nagase 10-0 et Shōta Chida 9-1 sont promus en ligue B1.
|    | Kishi            |          |      |    |  |  |  |
| 1  | Takuya Nagase    | 永瀬拓矢 | 1992 | 10 |  |  |  |
| 2  | Shōta Chida      | 千田翔太 | 1995 | 9  |  |  |  |
| 3  | Hiroaki Yokoyama | 横山泰明 | 1980 | 7  |  |  |  |
| 4  | Yasuaki Murayama | 村山慈明 | 1984 | 7  |  |  |  |
| 5  | Taichi Nakamura  | 中村太地 | 1988 | 7  |  |  |  |
| 6  | Makoto Sasaki    | 佐々木慎 | 1980 | 7  |  |  |  |
| 7  | Tadashi Ōishi    | 大石直嗣 | 1989 | 7  |  |  |  |
| 8  | Hiroki Iizuka    | 飯塚祐紀 | 1969 | 7  |  |  |  |
| 9  |                  |          |      |    |  |  |  |
| 10 |                  |          |      |    |  |  |  |
| 11 |                  |          |      |    |  |  |  |
| 12 |                  |          |      |    |  |  |  |
| 13 |                  |          |      |    |  |  |  |
| 14 |                  |          |      |    |  |  |  |
| 15 |                  |          |      |    |  |  |  |
| 16 |                  |          |      |    |  |  |  |
| 17 |                  |          |      |    |  |  |  |
| 18 |                  |          |      |    |  |  |  |
| 19 |                  |          |      |    |  |  |  |
| 20 |                  |          |      |    |  |  |  |
| 21 |                  |          |      |    |  |  |  |
| 22 |                  |          |      |    |  |  |  |
| 23 |                  |          |      |    |  |  |  |
| 24 |                  |          |      |    |  |  |  |
| 25 |                  |          |      |    |  |  |  |

## Rang
| Kishi        | Kishi              | Kishi      | Né en |  |    |                    |          |      |  |
| ------------ | ------------------ | ---------- | ----- |  | -- | ------------------ | -------- | ---- |  |
| Meijin       | Masayuki Toyoshima | 豊島将之   | 1990  |  | 21 | Ayumu Matsuo       | 松尾歩   | 1980 |  |
| Meijin déchu | Amahiko Sato       | 佐藤 天彦  | 1988  |  | 22 | Mamoru Hatakeyama  | 畠山鎮   | 1969 |  |
| 3e           | Yoshiharu Habu     | 羽生善治   | 1970  |  | 23 | Takuya Nagase      | 永瀬拓矢 | 1992 |  |
| 4            | Akihito Hirose     | 広瀬章人   | 1987  |  | 24 | Shōta Chida        | 千田翔太 | 1995 |  |
| 5            | Tetsuro Itodani    | 糸谷哲郎   | 1988  |  | 25 | Takanori Hashimoto | 橋本崇載 | 1983 |  |
| 6            | Yoshimitsu Sato    | 佐藤 康光  | 1969  |  | 26 | Hirotaka Nozuki    | 野月浩貴 | 1973 |  |
| 7            | Toshiaki Kubo      | 久保 利明  | 1975  |  | 27 |                    |          |      |  |
| 8            | Hiroyuki Miura     | 深浦 康市  | 1974  |  | 28 |                    |          |      |  |
| 9            | Akira Inaba        | 稲葉 陽    | 1988  |  | 29 |                    |          |      |  |
| 10           | Akira Watanabe     | 渡辺明     | 1983  |  | 30 |                    |          |      |  |
| 11           | Kazuki Kimura      | 木村一基   | 1973  |  | 31 |                    |          |      |  |
| 12           | Koichi Fukaura     | 深浦 康市  | 1972  |  | 32 |                    |          |      |  |
| 13           | Chikara Akutsu     | 阿久津主税 | 1982  |  | 33 |                    |          |      |  |
| 14           | Shintaro Saito     | 斎藤慎太郎 | 1988  |  | 34 |                    |          |      |  |
| 15           | Hisachi Namekata   | 行方尚史   | 1973  |  | 35 |                    |          |      |  |
| 16           | Nobuyuki Yashiki   | 屋敷伸之   | 1972  |  | 36 |                    |          |      |  |
| 17           | Takayuki Yamasaki  | 山崎隆之   | 1981  |  | 37 |                    |          |      |  |
| 18           | Koji Tanigawa      | 谷川浩司   | 1962  |  | 38 |                    |          |      |  |
| 19           | Masataka Goda      | 郷田真隆   | 1971  |  | 39 |                    |          |      |  |
| 20           | Tatsuya Sugai      | 菅井竜也   | 1992  |  | 40 |                    |          |      |  |